# Rudolf Viertl
Rudolf Viertl (12 de novembro de 1902 - 9 de dezembro de 1981) foi um futebolista austríaco. Ele competiu na Copa do Mundo FIFA de 1934, sediada na Itália, na qual a seleção de seu país terminou na quarta colocação dentre os 16 participantes.